# アリー・ウォーシェル
アリー・ウォーシェル（ヘブライ語: אריה ורשל、英: Arieh Warshel、1940年11月20日 - ）は、イスラエル・アメリカの生化学者、生物物理学者。彼は南カリフォルニア大学で化学と生化学の抜群教授を務めている。彼は2013年にノーベル化学賞を「複雑な化学系のためのマルチスケールモデルの開発」という理由でマイケル・レヴィット、マーティン・カープラスと共同受賞した。

## 生い立ち
ウォーシェルは1940年にイギリス委任統治領パレスチナ（現在のイスラエル）の Sde Nahum というキブツで生まれ、イスラエル軍で働いた。大尉で退役し、ハイファのイスラエル工科大学に入って1966年に化学の学士号 (Summa Cum Laude) を得た。続いて、イスラエルのワイツマン科学研究所の Shneior Lifson に師事し、化学物理学の修士号と博士号をそれぞれ1967年と1969年に得た。その後は1972年までハーバード大学でポスドクとして働き、同年から1976年まではワイツマン科学研究所に戻り、ケンブリッジのMRC分子生物学研究所の研究を手伝った。1976年に南カリフォルニア大学の化学部に移った。2013年にノーベル化学賞を受賞した。
彼は、軍人として第三次中東戦争（1967年）と第四次中東戦争（1973年）を戦い、イスラエル国防軍の大尉まで進んだ。

## 業績
ウォーシェルはコンピュータを使った生化学と生物物理学の研究、特に生物システムの機能に関するコンピュータ・シミュレーションの先駆者として知られており、現在ではコンピュータ酵素学 (Computational Enzymology) と呼ばれる分野を開拓した。彼が所属する主な組織には次のようなものがある。
- 米国科学アカデミー会員（2009年）[6]
- 英国王立化学会フェロー（2008年）[7]
- 生物物理学会（英語版）フェロー（2000年）[8]
- Alfred P. Sloan fellow（1978年）[9]

## 受賞
- 国際量子生物・薬理学会 年次表彰 (Annual Award of the International Society of Quantum Biology and Pharmacology)（1993年）[10]
- トウルマン・メダル (Tolman Medal)（2003年）[11]
- 計算生物学に関する国際量子生物・薬理学会長賞 (President's award for computational biology from the ISQBP)（2006年）[12]
- 英国王立化学会ソフトマター・生物物理化学賞 (RSC Soft Matter and Biophysical Chemistry Award)（2012年）[5]
- ノーベル化学賞（2013年） - 「複雑な化学系のためのマルチスケールモデルの開発」という理由でマーティン・カープラス、マイケル・レヴィットと共同受賞[13]

## 主な研究業績
ウォーシェルの主な業績には、
- 生体分子の構造機能相関に関してコンピュータ・モデルを導入したこと。
- 生体分子の機能特性について、直交座標系に基づく力場プログラムを用いた、コンピュータによる詳細な研究の計画・手法・基本的コンセプトを独自にあるいは共同で開拓したこと[14][15]。
- 酵素反応をシミュレーションするために統合された、量子化学/分子力学的手法 (Quantum Chemistry/Molecular mechanics method) の研究[16]。
- 生物学的プロセスに関して、分子動力学的シミュレーションを初めて行なったこと[17][18]。
- 蛋白質に関する、微視的な静電気モデルの研究[19]。
- 蛋白質における自由エネルギー摂動法の研究[20]。

などがある。これらの研究により、ウォーシェルは2013年にノーベル化学賞を受賞した。

## 参照
1. ↑  The Nobel Prize in Chemistry 2013 Press Release
2. ↑  “The Nobel Prize in Chemistry 2013” (Press release). Royal Swedish Academy of Sciences. 9 October 2013. 2014年9月4日閲覧.
3. ↑  Chang, Kenneth (2013年10月9日). “3 Researchers Win Nobel Prize in Chemistry”. New York Times 2014年9月4日閲覧。
4. ↑  Gavriel Fiske (2013年10月9日). “3 Jewish professors — two of them Israeli — share 2013 Nobel Prize in chemistry” (英語).   The Times of Israel. 2014年9月4日閲覧。
5. 1 2  “Soft Matter and Biophysical Chemistry Award 2012 Winner”.   Rsc.org. 2014年9月4日閲覧。
6. ↑  “Arieh Warshel Elected to the National Academy of Sciences > News > USC Dornsife”.   Dornsife.usc.edu. 2014年9月4日閲覧。
7. ↑  “Arieh Warshel Elected to Royal Society of Chemistry > News > USC Dornsife”.   Dornsife.usc.edu. 2014年9月4日閲覧。
8. ↑  “Fellow of the Biophysical Society Award”.   Biophysics.org. 2014年9月4日閲覧。
9. ↑  “Past Fellows”.   Sloan.org (2012年7月18日). 2014年9月4日閲覧。
10. ↑  “ISQBP People”.   Isqbp.umaryland.edu. 2014年2月2日閲覧。
11. ↑  “Tolman Award”.   Scalacs. 2013年10月9日閲覧。
12. ↑   (PDF)International Society of Quantum Biology and Pharmacology 1 (2). (08 2006). http://isqbp.umaryland.edu/ISQBP/newsletters/ISQBP_aug06.pdf+2014年2月2日閲覧。.
13. ↑  “The Nobel Prize in Chemistry 2013” (PDF) (英語).   Nobelprize.org (2013年10月9日). 2014年2月2日閲覧。
14. ↑  Lifson S, Warshel A. (1968). “A Consistent Force Field for Calculation on Conformations, Vibrational Spectra and Enthalpies of Cycloalkanes and n-Alkane Molecules”. J. Phys. Chem. 49 (11):  5116. doi:10.1063/1.1670007.
15. ↑  Warshel A, Lifson S. (1970). “Consistent Force Field Calculations. II. Crystal Structure, Sublimation Energies, Molecular and Lattice Vibrations, Molecular Conformations and Enthalpies of Alkanes”. J. Chem. Phys. 53 (2):  582. doi:10.1063/1.1674031.
16. ↑  Warshel A, Levitt M (1976). “Theoretical Studies of Enzymatic Reactions: Dielectric Electrostatic and Steric Stabilization of the Carbonium Ion in the Reaction of Lysozyme”. J. Mol. Biol. 103 (2):  227–249. doi:10.1016/0022-2836(76)90311-9. PMID 985660.
17. ↑  Warshel A. (1976). “Bicycle-pedal Model for the First Step in the Vision Process”. Nature 260 (5553):  679–683. doi:10.1038/260679a0. PMID 1264239.
18. ↑  Warshel A. (2002). “Molecular Dynamics Simulations of Biological Reactions”. Acc. Chem. Res. 35 (6):  385–395. doi:10.1021/ar010033z. PMID 12069623.
19. ↑  Warshel A., Russel T. (1984). “Calculations of electrostatic interactions in biological systems and in solutions”. Q.Rev.Biophys. 17:  283–421.
20. ↑  Warshel A (1984). “Simulating the Energetics and Dynamics of Enzymatic Reactions”. Pontificiae Academiae Scientiarum Scripta Varia 55:  60.